# Heinrich von Pettau
Heinrich von Pettau (* um 1160; † 7. September 1217) war als Heinrich II. Bischof von Gurk.
Heinrich von Pettau wurde ungefähr um das Jahr 1160 geboren und entstammte einem untersteirischen Ministerialengeschlecht, deren Begründer Graf Eppo, ein Sohn des Eppensteiners Marquard, des ersten Markgrafen der Kärntner Mark war. Heinrich von Pettau wurde Propst in Maria Saal und Pfarrer von Petersberg in Friesach. Im Jahr 1214 wurde er durch den Salzburger Erzbischof Eberhard II. zum Bischof von Gurk ernannt. 1215 nahm er am vierten allgemeinen Konzil im Lateran teil, das noch Papst Innozenz III. zum Abschluss seines Pontifikats einberufen hatte. Während seines Aufenthaltes in Rom wurde auch sein Generalvikariat im 1213 neu gegründeten Bistum Chiemsee bestätigt. Auf dem Provinzialkonzil von 1216 in Salzburg, auf dem über die Beitragsleistungen zu den Kreuzzügen verhandelt wurde, erschien auch Bischof Heinrich. 
Bischof Heinrich starb am 7. September 1217. Seine letzte Ruhestätte ist unbekannt.